# Antigua fábrica de Cemento Asland (Castellar de Nuch)
La antigua fábrica de Cemento Asland (en catalán: Fàbrica de ciment Asland de Castellar de N'Hug), en El Clot del Moro, en Castellar de Nuch (Provincia de Barcelona, España) fue el primer complejo fabril ubicado en la cabecera del río Llobregat, con la finalidad de producir cemento a partir de los recursos naturales de esta parte de la comarca del Bergadá, como la piedra calcárea, el carbón de las minas de El Catllaràs y la energía hidráulica del río Llobregat. La fábrica funcionó desde 1904 hasta 1975.

## La fábrica
La construcción de la fábrica se inició en el año 1901, siendo el promotor del proyecto Eusebio Güell y Bacigalupi, primer conde de Güell, que, junto con otros empresarios e inversores, su amigo Luis Ferrer-Vidal y Soler, primer gerente y director general, su cuñado y hermano del anterior, José Ferrer-Vidal y Soler, I Marqués de Ferrer-Vidal, Joaquín de Abadal y Calderó, Manuel Arnús y Fortuny, Clemente Miralles de Imperial y Ximénez de Frontín, Antonio Massó y Casañas, Claudio López Bru, II Marqués de Comillas, y el hijo del I Marqués de Ferrer-Vidal, Juan José Ferrer-Vidal y Güell, primer vice-gerente, fundaron la  Compañía General de Asfaltos y Portland S.A., Asland, siendo la primera fábrica de cemento industrial de Cataluña.

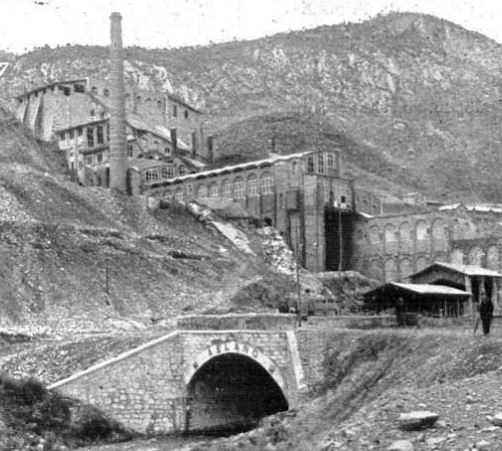
Vista de la fábrica en 1910

La fábrica está construida aprovechando la pendiente de la montaña para minimizar los costes de energía y esfuerzos en el transporte y se organiza en trece escalones desde la zona de la cantera al espacio de almacén y transporte. Inicialmente proyectada en dos fases, una vez la primera estuvo en funcionamiento, se desestimó la ampliación. 

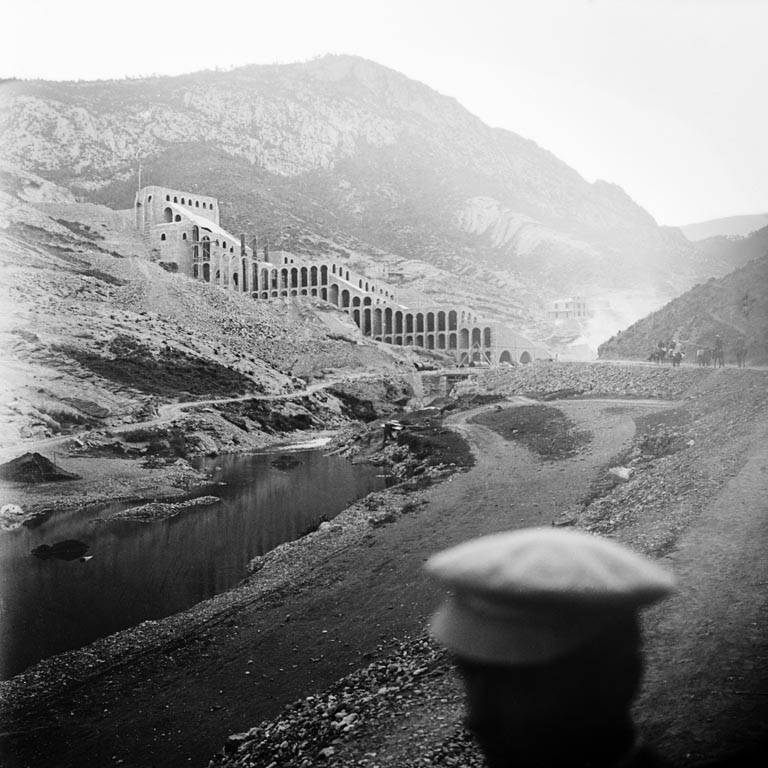
La fábrica hacia 1905

La fábrica funcionó hasta el año 1975 y una parte se derruyó para extraer la maquinaria y venderla como chatarra. 
Desde el punto de vista arquitectónico destaca su adaptación a la topografía, al proceso industrial y a la ubicación de los recursos energéticos. 

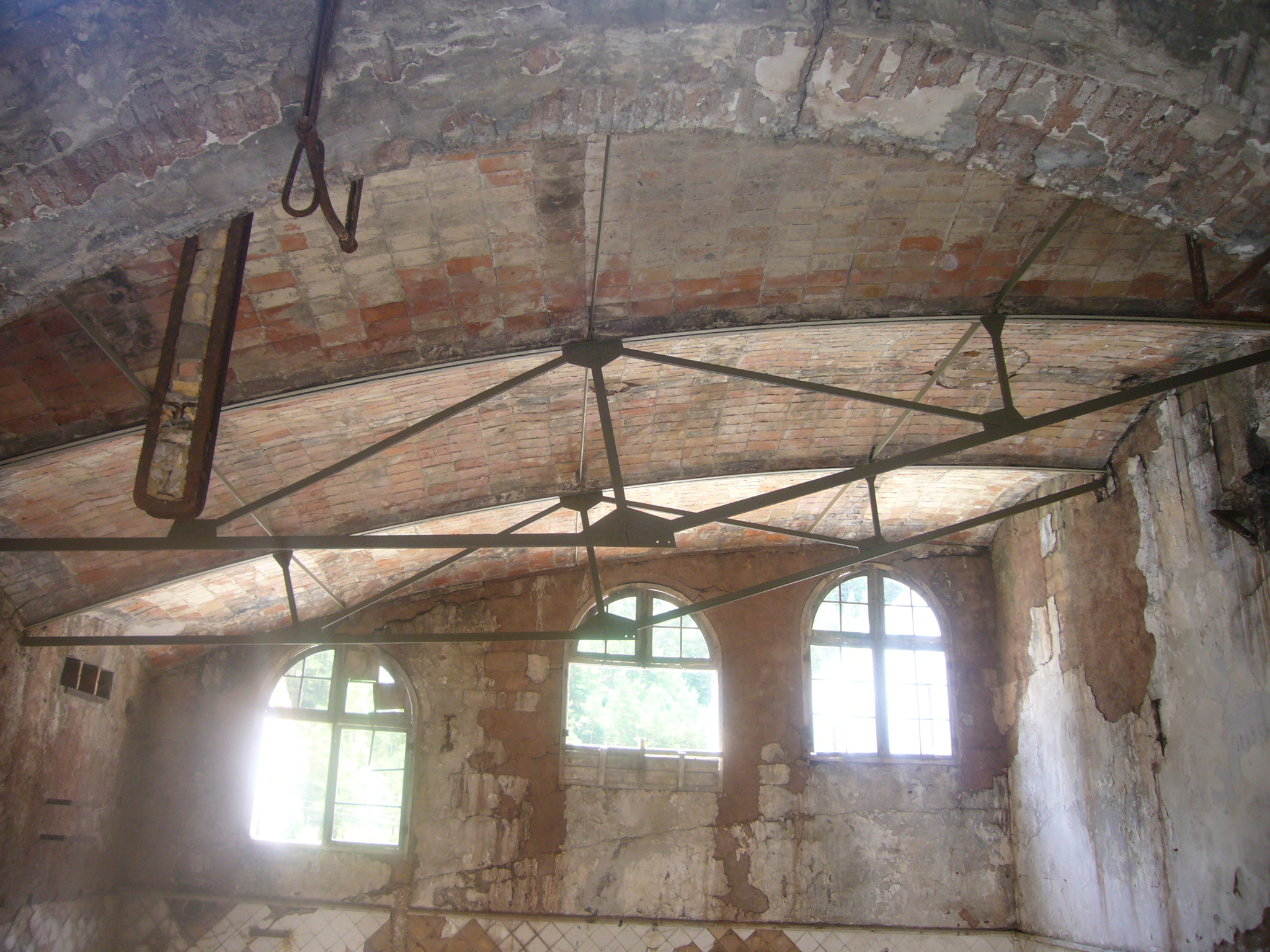
Bóveda catalana

También destaca el uso de la bóveda de ladrillo plano de dos o tres gruesos sobre esbeltas armaduras metálicas apoyadas sobre muros y pilares, como elemento conformador de las cubiertas, aspecto que el propietario consultó con el arquitecto Rafael Guastavino, que entonces estaba difundiendo esta práctica en los Estados Unidos. 
Actualmente la fábrica es propiedad de la Generalidad de Cataluña por cesión de Lafarge-Asland y está adscrita al Museo de la Ciencia y de la Técnica de Cataluña, que ha restaurado una parte donde ya se ha instalado el Museo del Cemento Asland, inaugurado en 2002.
La fábrica y su entorno fueron declarados Bien Cultural de Interés Nacional, en la categoría de monumento histórico, en 2005.

## Galería de imágenes

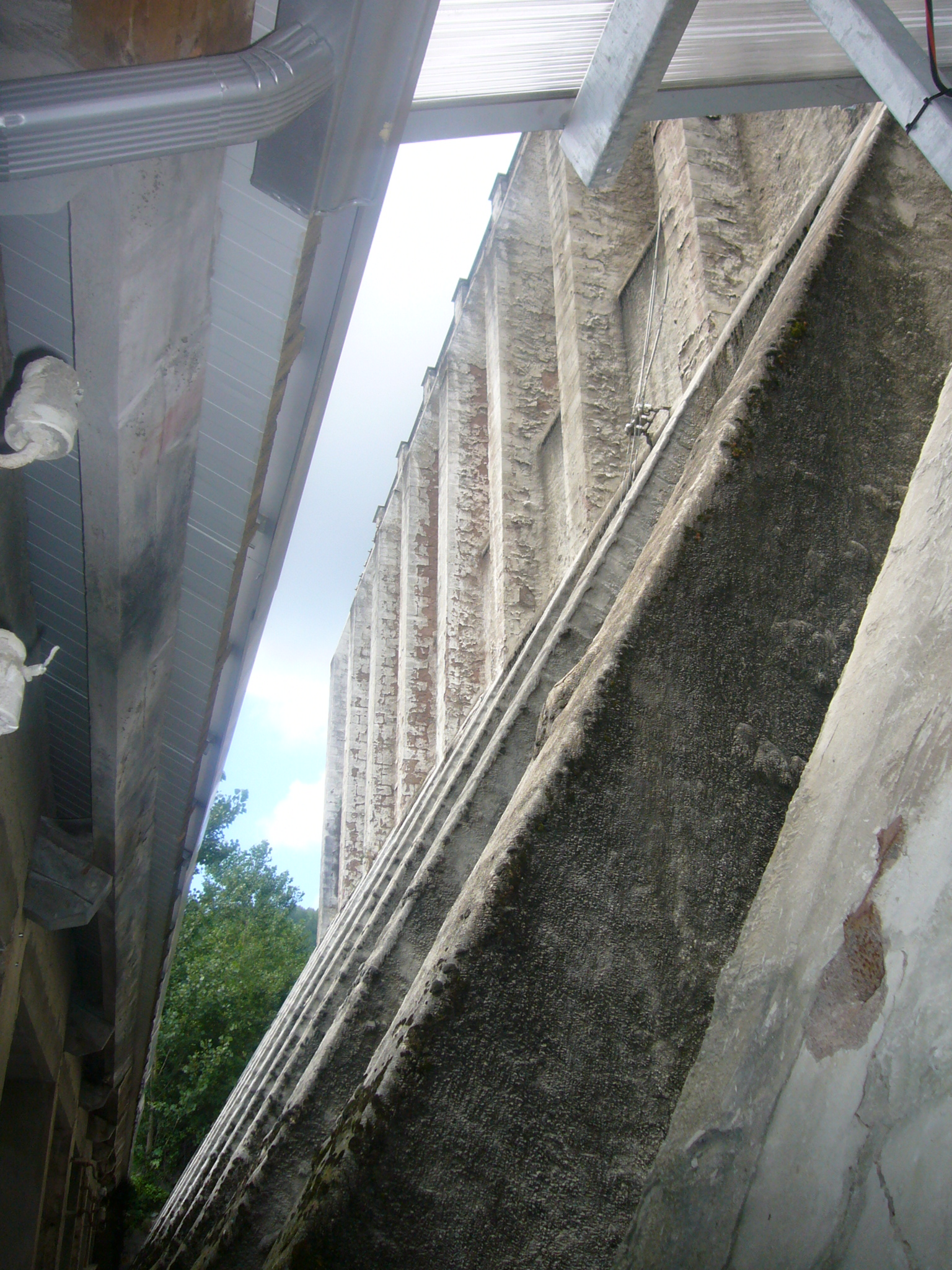
Contrafuertes
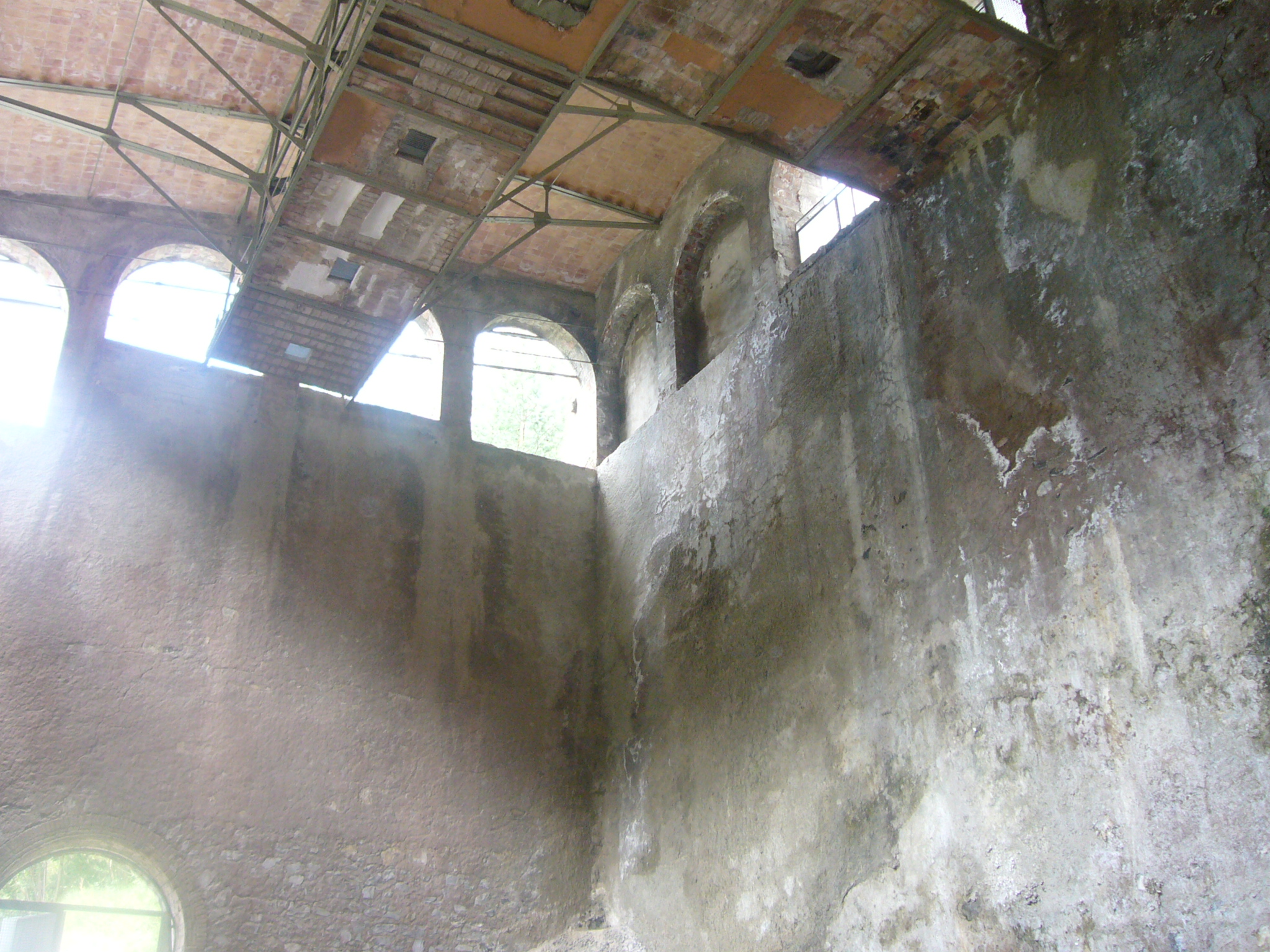
Techo del depósito
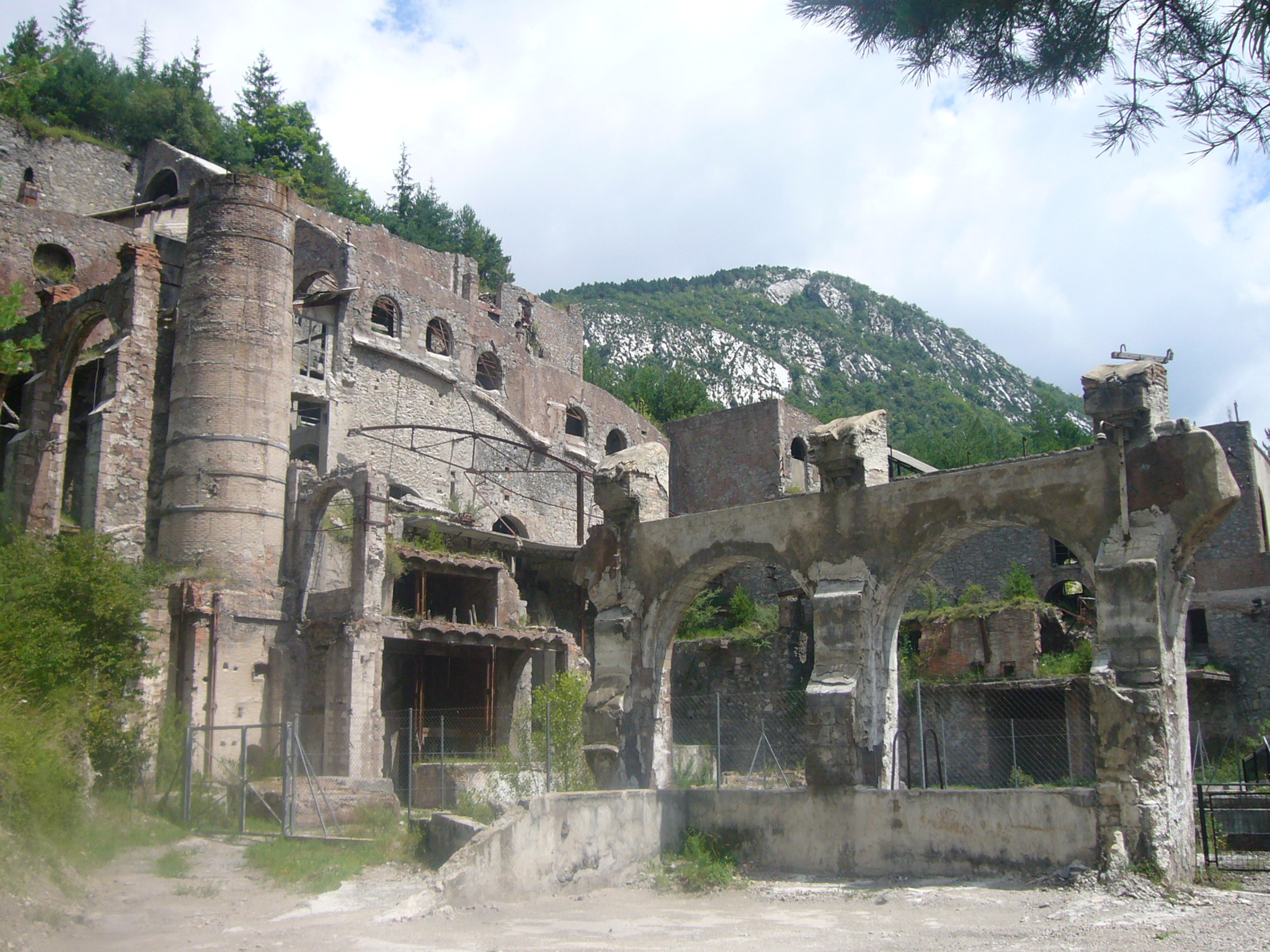
Niveles superiores de la fábrica
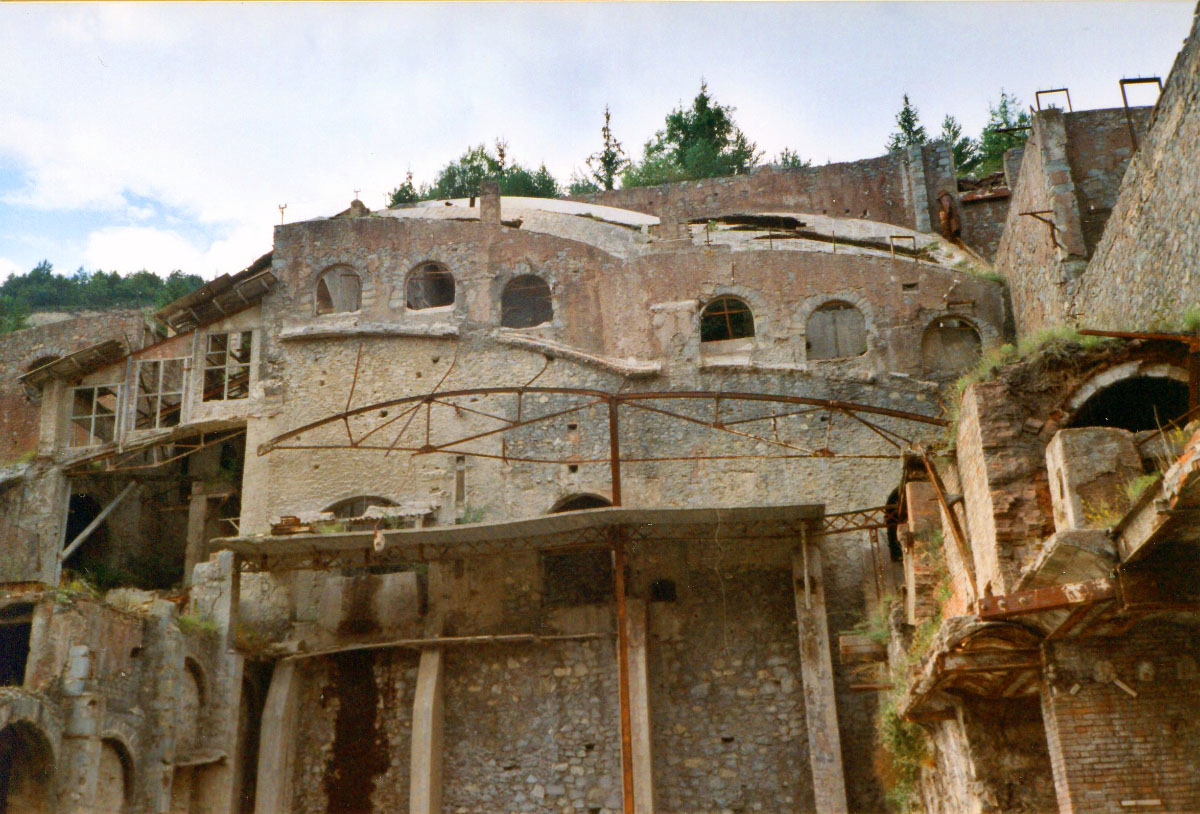
Detalle de la fábrica
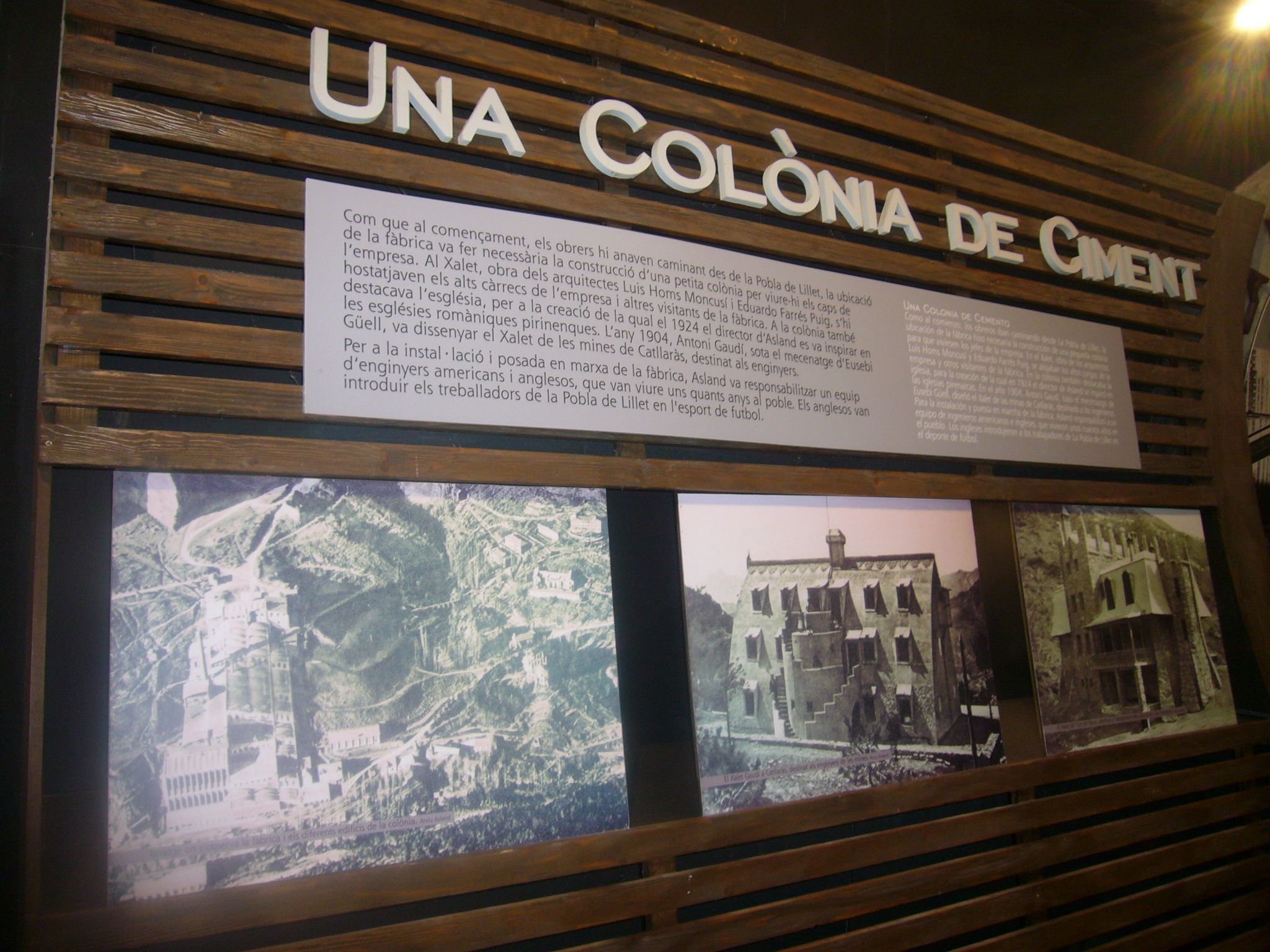
Museo del Cemento Asland